# Voskresensk

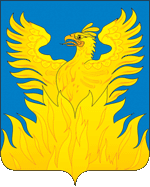
Brasão de Voskresensk

Voskresensk (Воскресенск) é uma cidade na região de Moscou. Ela fica aproximadamente 80 km ao sudeste da capital. O rio Moskva divide a cidade em duas partes.

## História da cidade
O nome da cidade vem da palavra Ressurreição (Воскресение), por causa da igreja da Ressurreição de Cristo que existe no local desde século XVI. A população começou a crescer no século XIX quando foi construída estação de trem na linha Moscou - Ryazan'. Em 1938 foi oficialmente fundada a cidade Voskresensk.

## Turismo
Entre as atrações de Voskresensk estão Igreja da Ressurreição de Cristo, parque Krivyakino, parque Spasskoye e um Memorial às vítimas e aos heróis da Segunda Guerra Mundial.

## Cidades-irmãs
Voskresensk é geminada com:
- Berezan' (Ucrânia)
- Sandanski (Bulgária)[3]